# Friona rufibasis
Friona rufibasis är en stekelart som beskrevs av Townes, Townes och Gupta 1961. Friona rufibasis ingår i släktet Friona och familjen brokparasitsteklar. Inga underarter finns listade i Catalogue of Life.